# Fredonia, Wisconsin
Fredonia là một làng thuộc quận Ozaukee, tiểu bang Wisconsin, Hoa Kỳ. Năm 2006, dân số của làng này là 1934 người.